# Lake Point Tower
Lake Point Tower est un gratte-ciel résidentiel situé en bordure du lac Michigan à Chicago, dans l'État de l'Illinois, juste au nord de la rivière Chicago au 505 North Lake Shore Drive. Il mesure 197 mètres de haut et se situe dans le quartier de Streeterville dans le secteur de Near North Side, à proximité immédiate de la jetée Navy, un parc d'attractions et de loisirs.
Le bâtiment est également le seul gratte-ciel du centre-ville de Chicago à se trouver à l'est de Lake Shore Drive. Typique du modernisme, l'immeuble se caractérise par ses trois ailes curvilinéaires et ses murs-rideaux en verre teinté. Sa position sur une zone protégée à l'entrée de la rivière en fait un des immeubles emblématiques de Chicago.
Les architectes sont l'agence Schipporeit-Heinrich Associates ('design architect') et l'agence Graham, Anderson, Probst & White ('Associate architect').

## Résidents célèbres
- Jimmy Damon, chanteur
- Sammy Sosa, ancien joueur de l'équipe de baseball des Cubs
- Alice Cooper, chanteur de rock
- Ozzie Guillén, manager et ancien joueur des White Sox
- Andre Dawson, ancien joueur des Cubs
- Scottie Pippen, ancien joueur de l'équipe de basket-ball des Bulls
- Goldie Hawn, actrice
- Kurt Russell, acteur
- Rich Gossage, ancien joueur des White Sox
- Jérôme Roncalli, cardiologue
- Mickey Rooney, acteur
- Joakim Noah, ancien joueur des Bulls
- B.J. Armstrong, ancien joueur des Bulls